# Orquestra Sinfónica da Rádio Ucraniana
A Orquestra Sinfónica da Rádio Ucraniana (em ucraniano:  Симфонічний оркестр Українського радіо; anteriormente Orquestra Sinfónica NRCU, em ucraniano:  Симфонічний оркестр НРКУ) é a orquestra emissora da Rádio Ucraniana desde 1929.

## História
As conquistas da orquestra na preservação da tradição musical da Ucrânia em particular e da Europa Oriental em geral, produzindo mais de 10.000 gravações de obras orquestrais, foram alcançadas com a obtenção do título de Colectivo Honrado e estatuto académico concedido por méritos especiais no desenvolvimento da arte musical na Ucrânia.
Ao longo dos anos, a orquestra colaborou com maestros mundialmente famosos como Mykola Kolessa, Natan Rakhlin, Theodore Kuchar, Aram Gharabekian e vários outros - bem como fez digressões por toda a Europa e Ásia, incluindo Alemanha, Itália, França, Espanha, Polónia, Coreia do Sul, Irão e Argélia.